# فرودگاه شهری اونیل
فرودگاه شهری اونیل (به انگلیسی: O'Neill Municipal Airport) (به زبان بومی: John L. Baker Field) یک فرودگاه همگانی بهره‌برداری هوایی با کد یاتا ONL است که یک باند فرود بتن دارد و طول باند آن ۱۳۴۴ متر است. این فرودگاه در کشور ایالات متحده آمریکا قرار دارد و در ارتفاع ۶۱۹ متری از سطح دریا واقع شده است.